# 島川堀
島川堀（しまかわぼり）は、埼玉県久喜市を流れる農業排水路である。

## 概要
島川堀は平成に入り大排水路・広島落・二重堀と併せ、事業費1,120,000,000円をかけ河川改修が行われた。流域周辺は主に水田などの農地である。また、島川堀はほぼ直線的な流路を持つ。流路の詳細に関しては下記の流路節を参照されたい。

## 流路
- 起点：久喜市新井（西側）の南東部および狐塚（東側）の南西部の境界付近
- 水田からの農業排水を集めながら新井（西側）と狐塚（東側）の境界を北東へ流下する。
- 河原代（西側）と狐塚（東側）の境界を北東へ流下する。途中、埼玉県道316号阿佐間幸手線を横断する。
- 南栗橋12丁目（西側）と狐塚（東側）の境界を北東へ流下する。
- 狐塚橋より約50m下流の南栗橋12丁目（西側）と狐塚北西部（東側）の境界にて、北西方より流下してくる二重堀へと至り、合流・終点となる。
- 終点：二重堀

## 橋梁
- （埼玉県道316号阿佐間幸手線）
- 南橋
- 狐塚橋

## 周辺の施設
- 第二揚水機場
- 内池